# Bashir Shalash
Bashir Shalash (‘Arrabah al-Batuf, 8 maggio 1978) è un poeta, scrittore e giornalista palestinese. Ha studiato Letteratura araba e Filosofia presso l'Università Ebraica di Gerusalemme. Ha completato gli studi in Germania, a Berlino e poi a Francoforte. Collabora con il quotidiano del Partito comunista, “al-Ittihad”. È soprattutto un poeta. Ha pubblicato quattro raccolte di poesie, la prima nel 1997, Ospiti eterni del fuoco, la seconda nel 2001, Cieli bassi, la terza nel 2003, La messe della tempesta e la quarta, Anche se le sculture fossero cieche all'inizio del 2007. Ha partecipato, tra l'altro, alla Fiera internazionale del libro del Cairo nel febbraio 2007.